# Льготный (мыс)
Льго́тный — мыс на полуострове Нонгдар-Неготни Охотского моря. Административно находится в Аяно-Майском районе Хабаровского края России, на территории сельского поселения «Село Аян».
На мысу очень ветрено, в сезон появляются льды, припай. Побережье лесистое, галечные пляжи, на которые море выбрасывает ценные водоросли и раковины моллюсков.
Ближайший населённый пункт — село Аян. Мыс находится в относительной близости от Шантарских островов, Сахалинского залива, северной оконечности острова Сахалин. Ближайшие города: Магадан, Асахикава, Сяри. Является одной из точек, по которым проходит граница погранзоны ФСБ.